# 9746 Kazukoichikawa
9746 Kazukoichikawa eller 1988 VS1 är en asteroid i huvudbältet som upptäcktes den 7 november 1988 av de japanska astronomerna Yoshio Kushida och Masaru Inoue vid Yatsugatake-Kobuchizawa-observatoriet. Den är uppkallad efter Kazuko Ichikawa.
Asteroiden har en diameter på ungefär 4 kilometer.